# 圣拉扎尔火车站 (油画)
圣拉扎尔火车站（法語：La Gare Saint-Lazare）是法国印象派画家莫內于1877年创作的一副绘画作品，在同年春天召开的第3届印象派画展中，莫內展示了7幅描绘圣拉扎尔火车站及它周边场景的画作。

## 外部连接
- 莫奈的《圣拉扎尔火车站》赏析